# Alexandrinischer Ritus
Alexandrinischer Ritus oder Alexandrinische Liturgie nennt man den christlichen Gottesdienst im altkirchlichen Patriarchat Alexandria und dessen Nachfolgekirchen: den beiden alexandrinischen Patriarchaten der Kopten und der (griechisch-orthodoxen) Chalcedonenser (neuzeitlich jeweils mit kleineren katholischen Schwesterkirchen), den heutigen Patriarchaten von Äthiopien und Eritrea. Die koptische und die äthiopische Kirche haben liturgiegeschichtlich ihre jeweils eigene Entwicklung genommen, so dass man auch von einem „Koptischen Ritus“ und einem „Äthiopischen Ritus“ sprechen kann. Untergegangen ist die Tochterkirche Alexandriens in Nubien, von deren Gottesdienst sich nur monumentale und schriftliche Quellen (Kirchenbauten, Buchfragmente und Inschriften) erhalten haben.
Die Grundsprache alexandrinisch-ägyptischer Liturgie war und blieb das Griechische. Noch in der Spätantike traten verschiedene koptische Sprachen hinzu, in den Missionsgebieten das Nubische und das Äthiopische. Nach der Arabisierung Ägyptens wurde das Arabische für die biblischen sowie hagiographischen Lesungen aufgenommen und in den priesterlichen Gebetbüchern als Verständnishilfe in Marginalübersetzungen genutzt. In der Neuzeit kommt das Arabische zunehmend auch in Texten der Gemeinde zum Tragen.

## Liturgiegeschichte
Die Anfänge des christlichen Gottesdienstes in Alexandrien sind ebenso dunkel wie die Ursprünge seiner Christengemeinde. Auffällig sind einige Übereinstimmungen mit der frühen stadtrömischen Liturgie.
Die „klassische“ alexandrinisch-ägyptische Liturgie der Kirchenväterzeit kennen wir vor allem durch:
- verstreute Hinweise in der altkirchlichen Literatur,
- eine ständig steigende Anzahl papyrologischer Dokumente (Papyri, Ostraka, Kalksteine, Holztafeln),[1]

sowie
- drei Gebetssammlungen:
  - das in einem Mischkodex des 4. Jh. tradierte kleine Euchologion der Sammlung R. Roca-Puig († 2001), früher in Barcelona, jetzt in der Abadia de Montserrat (P. Monts. Roca 1),
  - das Serapion-Euchologion (deutsche Übersetzung)
  - die Exzerpte eines alexandrinischen Euchologions, darin ein umfängliches Taufbuch, im Sondergut der äthiopischen Traditio Apostolica.

Eine neue liturgiegeschichtliche Lage entsteht mit der Spaltung des alexandrinisch-ägyptischen Christentums in:
- das griechisch-orthodoxe Patriarchat von Alexandrien der Anhänger des Konzils von Chalkedon („Melkiten“) und
- die sowohl Griechen wie Kopten umfassende Mehrheitsfraktion, die in ihrer Christologie Severus von Antiochia († 538 in Ägypten) folgt und heute als Koptisch-Orthodoxes Patriarchat firmiert.

Der ererbte altkirchliche Alexandrinische Ritus wird seither von zwei recht verschiedenen Gruppen gepflegt und auf je eigene Weise weiterentwickelt:
- den Chalcedonensern in und um Alexandrien („alexandrinisch-melkitische Liturgie“), sowie
- den Christen in Nubien, die – obschon konfessionell und organisatorisch mit dem Koptenpatriarchat verbunden – für die Dauer ihrer Kirchengeschichte bei den priesterlichen Gebeten im Gottesdienst ausschließlich das Griechische benutzten.

Demgegenüber führt das wachsend von Kopten und dem Koptischen geprägte alexandrinischen Patriarchat der Gegner des Konzils von Chalkedon die gottesdienstlichen Traditionen der ungeteilten alexandrinisch-ägyptischen Kirche nicht ungebrochen fort. Es entwickelt vielmehr eine eigene liturgische Ordnung, in der sich alexandrinisch-ägyptisches „Heimatgut“ mit importierten Texten von Nachbarkirchen, besonders aus Syria, und mit Lesefrüchten aus der pseudapostolischen Literatur verbindet: der Koptische Ritus.
Mit breiter Übernahme der byzantinisch-konstantinopolitanischen Liturgie durch das griechisch-orthodoxe Patriarchat von Alexandria sowie dem Untergang des Christentums in Nubien gerät der reine Alexandrinische Ritus bis auf wenige Reste außer Gebrauch.

## Die Feiern

### Eucharistie
Das in Alexandrien ausgebildete Traditionsformular der Eucharistiefeier ist die nach dem als Kirchengründer verehrten Evangelisten benannte Markos-Liturgie mit der Markos-Anaphora als Hochgebet. In der Liturgie der Kopten tragen beide den Namen des Patriarchen Kyrill von Alexandria. Aus spätantiker und frühislamischer Zeit sind eine Anzahl von Fragmenten auf Papyrus erhalten. Die gesamte Liturgie bezeugen mittelalterliche Handschriften in griechischer Sprache (sowohl aus chalcedonensischem wie koptischem Milieu) sowie verschiedene koptische und arabische Übersetzungen.

### Myronweihe
Die Kirche von Alexandria übernahm aus Antiochia die dort gegen Ende des 5. Jh. eingeführte hochfeierliche Form der Weihe des hl. Myron. Sie blieb nach der Kirchenspaltung in beiden Fraktionen, den Melkiten wie den Kopten, üblich. Die alexandrinisch-melkitische Gottesdienstordnung in griechischer Sprache ist nur handschriftlich erhalten. Veröffentlicht wurde ein lückenhafter Zeuge aus einem süditalienischen Manuskript des 12. Jh. sowie kürzlich der Text eines unvollständigen Rotulus vom Sinai.

### Tagzeiten (Stundengebet)
Die altkirchliche Feier der Stunden lebt im entwickelten Gottesdienst der Kopten in unterschiedlichen Formen fort
- Weihrauchdarbringung am Abend und am Morgen, übernommen aus dem Fundus des Abend- und Morgenlobs der Kathedralen,
- Horologion aus dem monastischen Stundengebet, in der Hauptsache Rezitation von Psalmen,
- Feiern der „Psalmodia“ nach Mitternacht, nach dem Morgenoffizium und nach der Komplet, ehedem wahrscheinlich die gesungenen Teile des monastischen Stundengebetes, heute gesonderte Gottesdienste.